# Lagenantha cycloptera
Lagenantha cycloptera là loài thực vật có hoa thuộc họ Dền. Loài này được (Stapf) M.G. Gilbert & Friis mô tả khoa học đầu tiên năm 1991.